# Plaça Catalana
La Plaça Catalana és una plaça del districte d'Horta-Guinardó.
Antigament anomenada Plaça de la Font Catalana, va ser construïda en paral·lel amb la plaça de la Font Castellana (situada a l'avinguda de la Mare de Déu de Montserrat). Una mina alimentava la font que hi ha al centre. L'any 1907 unes fortes pluges causaren un esllavissament de terra que tapà la mina. Al final la font s'alimentà amb aigua corrent. Després de la guerra civil espanyola, les lletres que encapçalen la font foren trencades, amb el desig d'esborrar tot allò que sonés a català.